# Duque de Coimbra
Duque de Coimbra é um título nobiliárquico de português privativo da Casa Real, sendo atribuído aos filhos mais novos do monarca português. Foi criado por Decreto do Rei D. João I em 1415 em favor do seu filho D. Pedro, Infante de Portugal.

## História
Foi criado pelo rei D. João I de Portugal em 1415, na sequência da conquista de Ceuta, nesse ano, a favor do seu segundo filho D. Pedro, Infante de Portugal. Juntamente com o título Duque de Viseu, criado na mesma altura para o Infante D. Henrique, é o mais antigo ducado de Portugal. Depois da morte de D. Pedro na batalha de Alfarrobeira o título não foi herdado pelos seus filhos. 
Muito mais tarde, o Ducado de Coimbra foi novamente outorgado em 25 de Maio de 1500 ao filho ilegítimo de D. João II, D. Jorge de Lancastre, por decisão do Rei D. Manuel I, que lhe deu assim Casa própria conforme o desejo previsto no testamento do seu primo e cunhado D. João II.
D. João III decidiu que o título de Duque de Coimbra e a respetiva cidade manter-se-iam como privativos da Casa Real, criando o novo título de Duque de Aveiro para o primogénito de D. Jorge de Lancastre, que foi D. João de Lencastre, 1.º Duque de Aveiro, do qual descende a Casa dos Duques de Aveiro.

## Duques de Coimbra
O título de Duque de Coimbra foi criado por Decreto do Rei D. João I em 1415 em favor do seu filho D. Pedro, Infante de Portugal.

### Titulares
| Retrato | Nome                                                           | Nascimento                    | Casamento(s)                                                           | Morte                                                                                          | Notas |
| ------- | -------------------------------------------------------------- | ----------------------------- | ---------------------------------------------------------------------- | ---------------------------------------------------------------------------------------------- | --- |
|         | Infante D. Pedro 1415 – 20 de maio de 1449                     | 9 de dezembro de 1392 Lisboa  | D. Isabel de Urgel 12 de setembro de 1429 Alcolea de Cinca sete filhos | 20 de maio de 1449 Vialonga 56 anos Sepultado no Mosteiro de Santa Maria da Vitória em Batalha | Filho de D. João I e D. Filipa de Lencastre Criado Duque de Coimbra por seu pai D. João I no regresso da Conquista de Ceuta. |
|         | D. Jorge de Lancastre 25 de maio de 1500 – 22 de julho de 1550 | 12 de agosto de 1481 Abrantes | D. Beatriz de Vilhena 1500 oito filhos                                 | 22 de julho de 1550 Palmela 68 anos Sepultado no Igreja de Santiago de Palmela                 | Filho de D. João II e Ana de Mendonça Criado 2.º Duque de Coimbra por D. Manuel I em 25 de Maio de 1500.                     |
|         | Infante D. Augusto de Bragança 1875 – 26 de setembro de 1889   | 4 de novembro de 1847 Lisboa  | Não casou                                                              | 26 de setembro de 1889 Lisboa 41 anos Sepultado no Panteão da Dinastia de Bragança, Lisboa     | Filho de D. Maria II e D. Fernando II                                                                                        |

### Reivindicações pós-Monarquia
| Retrato | Nome                                                                         | Nascimento                          | Casamento(s)                                                   | Morte                                            | Notas                                                                          |
| ------- | ---------------------------------------------------------------------------- | ----------------------------------- | -------------------------------------------------------------- | ------------------------------------------------ | ------------------------------------------------------------------------------ |
|         | D. Henrique João de Bragança 6 de novembro de 1949 – 14 de fevereiro de 2017 | 6 de novembro de 1949 Berna, Suíça  | Não casou                                                      | 14 de fevereiro de 2017 Lisboa, Portugal 67 anos | Filho de D. Duarte Nuno de Bragança e D. Maria Francisca de Orléans e Bragança |
|         | D. Maria Francisca de Bragança 4 de julho de 2018 – presente                 | 3 de março de 1997 Lisboa, Portugal | Duarte de Sousa Araújo Martins 7 de Outubro de 2023 sem filhos | –                                                | Filha de D. Duarte Pio de Bragança e D. Isabel de Herédia                      |

### Armas
As armas do 1.º Duque de Coimbra foram: armas reais, com escudo de prata, com cinco quinas (escudetes de azul, cada qual com cinco besantes de prata postos em sautor) postas em cruz, bordadura de vermelho carregada de sete castelos de ouro, acrescentadas por lambel de prata armado com arminho.